# Liste de films et séries de pirates
La liste suivante présente, chronologiquement, les films et séries liés au thème de la piraterie (pirates et corsaires) :

## Années 1900
- 1906 : The Pirate Ship de Lewin Fitzhamon ;
- 1908 : L'Or du pirate (The Pirate's Gold) de D. W. Griffith ;

## Années 1910
- 1913 : 
  - Drake's Love Story (The Love Romance of Sir Francis Drake) de Hay Plumb ;
  - Pirate Gold de Wilfred Lucas ;
- 1916 : Daphne and the Pirate de Christy Cabanne ;
- 1919 : Störtebeker d'Ernst Wendt ;

## Années 1920
- 1920 : 
  - L'Île au trésor (Treasure Island) de Maurice Tourneur ;
  - Pirate Gold (en) de George B. Seitz ;
- 1921 : Le Pirate de George D. Baker ;
- 1922 : La Fille du pirate (Hurricane's Gal) d'Allen Holubar (IMDb) ;
- 1923 : L'âge d'or de Aya Roland
- 1924 : 
  - L'Aigle des mers (The Sea Hawk) de Frank Lloyd (IMDb) ;
  - Le Capitaine Blood (Captain Blood) de David Smith (IMDb) ;
  - The Buccaneers (avec Les Petites Canailles) ;
- 1925 : Le Corsaire aux jambes molles (Clothes Make the Pirate) de Maurice Tourneur ;
- 1926 : 
  - Le Pirate noir (The Black Pirate) d'Albert Parker ;
  - Le Corsaire masqué (The Eagle of the Sea) de Frank Lloyd ;
  - Vaincre ou mourir (Old Ironsides) de James Cruze ;
- 1927 : L'Étrange Aventure du vagabond poète (The Beloved Rogue) d'Alan Crosland ;
- 1928 : Le Bateau de nos rêves (The First Kiss) de Rowland V. Lee ;

## Années 1930
- 1933 : In the Wake of the Bounty de Charles Chauvel ;
- 1934 : 
  - L'Île au trésor (Treasure Island) de Victor Fleming ;
  - Pirate Treasure de Ray Taylor ;
- 1935 : 
  - Capitaine Blood (Captain Blood) de Michael Curtiz ;
  - Les Révoltés du Bounty (Mutiny of The Bounty) de Frank Lloyd ;
  - La Malle de Singapour (China Seas) de Tay Garnett ;
- 1936 : Le Danseur pirate (Dancing Pirate) de Lloyd Corrigan ;
- 1937 : L'Invincible Armada (Fire Over England) de William K. Howard ;
- 1938 : 
  - Captain Kidd's Treasure de Leslie Fenton (IMDb - court métrage de 10 min) ;
  - Les Flibustiers (The Buccaneers) de Cecil B. DeMille ;

## Années 1940
- 1940 : L'Aigle des mers (The Sea Hawk) de Michael Curtiz ;
- 1942 : 
  - Le Cygne noir (The Black Swan) d'Henry King ;
  - Les Naufrageurs des mers du Sud (Reap the Wild Wind) de Cecil B. DeMille ;
- 1944 : 
  - La Princesse et le Pirate (The Princess and the Pirate) de David Butler ;
  - L'aventure vient de la mer (Frenchman's Creek) de Mitchell Leisen ;
  - Le Corsaire noir (El corsario negro) de Chano Urueta ;
- 1945 : 
  - Le Capitaine Kidd de Rowland V. Lee ;
  - Pavillon noir (The Spanish Main) de Frank Borzage ;
- 1947 : Sinbad le marin (Sinbad the Sailor) de Richard Wallace ;
- 1948 : Le Pirate (The Pirate) de Vincente Minnelli ;
- 1949 : Les Pirates de Capri (I pirati di capri) de Giuseppe Maria Scotese et Edgar Georg Ulmer (IMDb) ;

## Années 1950
- 1950 : 
  - Les Nouvelles Aventures du capitaine Blood (Fortunes of Captain Blood) de Gordon Douglas (IMDb) ;
  - Jean Lafitte, dernier des corsaires (Last of the Buccaneers) de Lew Landers ;
  - La Fille des boucaniers (Buccaneer's Girl) de Frederick de Cordova ;
  - L'Île au trésor (Treasure Island) de Byron Haskin ;
  - Double Crossbones de Charles Barton (IMDb) ;
- 1951 : 
  - La Taverne de la Nouvelle-Orléans (Adventures of Captain Fabian) de William Marshall et Robert Florey ;
  - Capitaine sans peur (Captain Horatio Hornblower) de Raoul Walsh ;
  - La Flibustière des Antilles (Anne of the Indies) de Jacques Tourneur ;
- 1952 : 
  - Le Faucon d'or (The Golden Hawk) de Sidney Salkow (IMDb) ;
  - Le Trésor des Caraïbes (Caribbean) d'Edward Ludwig (IMDb) ;
  - Captain Pirate (en) de Ralph Murphy (IMDb) ;
  - Les Boucaniers de la Jamaïque (Yankee Buccaneer) de Frederick de Cordova (IMDb) ;
  - À l'abordage (Against All Flags) de George Sherman ;
  - Abbott et Costello rencontrent Captain Kidd (en) (Abbott and Costello Meet Captain Kidd) de Charles Lamont ;
  - Le Corsaire rouge (The Crimson Pirate) de Robert Siodmak ;
  - Barbe-Noire le pirate (Blackbeard the Pirate) de Raoul Walsh ;
  - Les Trois Corsaires (I Tre corsari) de Mario Soldati (IMDb) ;
- 1953 : 
  - Port Sinister d'Harold Daniels (IMDb) ;
  - Le Vagabond des mers (The Master of Ballantrae) de William Keighley ;
  - Peter Pan (Peter Pan) d'Hamilton Luske, Clyde Geronimi et Wilfred Jackson ;
  - Le Roi pirate (Prince of Pirates) de Sidney Salkow ;
  - Le Pirate des sept mers (Raiders of the Seven Seas) de Sidney Salkow (IMDb) ;
  - La Belle Espionne (Sea Devils) de Raoul Walsh ;
- 1954 : 
  - The Black Pirates (en) (The Black Pirates) d'Allen H. Miner ;
  -  Le Pirate des mers du Sud (Long John Silver) de Byron Haskin ;
  - Le Trésor du Capitaine Kidd (Captain Kidd and the Slave Girl) de Lew Landers ;
- 1955 : 
  - Les Contrebandiers de Moonfleet (Moonfleet) de Fritz Lang ;
  - Pirates of Tripoli de Felix E. Feist (IMDb) ;
- 1957 : La Belle et le Corsaire (Il Corsaro della mezzaluna) de Giuseppe Maria Scotese (IMDb) ;
- 1958 : 
  - Les Boucaniers (The Buccaneer) d'Anthony Quinn ;
  - Le Pirate de l'épervier noir (Il Pirata dello sparviero nero) de Sergio Grieco (IMDb) ;
- 1959 : 
  - Le Fils du corsaire rouge (Il Figlio del corsaro rosso) de Primo Zeglio (IMDb) ;
  - La Vengeance du Sarrasin (La Scimitarra del Saraceno) de Piero Pierotti (IMDb) ;

## Années 1960
- 1960 : 
  - La Reine des pirates (La Venere dei pirati) de Mario Costa (IMDb) ;
  - The Boy and the Pirates de Bert I. Gordon ;
  - Capitaine Morgan (Morgan, il Pirata) d'André de Toth et Primo Leglio ;
- 1961 : 
  - Les Corsaires des Caraïbes (Il Conquistatore di Maracaibo) d'Eugenio Martín (IMDb) ;
  - Les Pirates de la nuit (Fury at Smuggler's Bay) de John Gilling (IMDb) ;
  - Gordon, le chevalier des mers (Gordon, il pirata nero) de Mario Costa (IMDb) ;
  - Robin des Bois et les Pirates (Robin Hood e i pirati) de Giorgio Simonelli (IMDb) ;
  - Le Boucanier des îles (Il Giustiziere dei Mari) de Domenico Paolella (IMDb) ;
  - Les Pirates de la tortue (en) (Pirates of Tortuga) de Robert D. Webb (IMDb) ;
  - Mary la rousse, femme pirate (Le Avventure di Mary Read) d'Umberto Lenzi (IMDb) ;
  - Alye parusa (Алые паруса) d'Alexandre Ptouchko (IMDb) ;
- 1962 : 
  - Les Révoltés du Bounty (Mutiny on the Bounty) de Lewis Milestone ;
  - L'Attaque de San Cristobal (The Pirates of Blood River) de John Gilling (IMDb) ;
  - Le Fils du capitaine Blood (Il figlio del capitano blood) de Tulio Demicheli (IMDb) ;
  - Il Dominatore dei sette mari de Rudolph Maté et Primo Zeglio (IMDb) ;
- 1963 : 
  - Le Tigre des mers (La tigre dei sette mari) de Luigi Capuano (IMDb) ;
  - Sandokan, le tigre de Bornéo (Sandokan, la tigre di Mompracem) d'Umberto Lenzi ;
- 1964 : 
  - Les Pirates de la Malaisie (I Pirati della Malesia) d'Umberto Lenzi ;
  - Les Pirates du diable (The Devil-Ship Pirates) de Don Sharp ;
  - The Black Pirate (L'Uomo mascherato contro i pirati) de Vertunnio De Angelis (IMDb) ;
  - Toto vs. the Black Pirate (Totò contro il pirata nero) de Fernando Cerchio (IMDb) ;
- 1965 : 
  - Cyclone à la Jamaïque (A High Wind in Jamaica) d'Alexander Mackendrick ;
  - L'Avventuriero della tortuga de Luigi Capuano (IMDb) ;
- 1966 : 
  - Surcouf, le tigre des sept mers (Surcouf, l'eroe dei sette mari) de Sergio Bergonzelli et Roy Rowland ;
  - Tonnerre sur l'océan Indien (Il Grande colpo di Surcouf) de Sergio Bergonzelli et Roy Rowland ;
- 1967 : 
  - Indomptable Angélique de Bernard Borderie ;
  - The King's Pirate de Don Weis (IMDb) ;
- 1968 : Le Fantôme de Barbe-Noire (Blackbeard's Ghost) de Robert Stevenson ;

## Années 1970
- 1970 : Fifi Brindacier et les Pirates (Pippi Långstrump på de sju haven) d'Olle Hellbom (IMDb) ;
- 1971 : 
  - Les Joyeux Pirates de l'île au trésor (Dobutsu takarajima) de Hiroshi Ikeda (IMDb) ;
  - Le Phare du bout du monde (The Light at the Edge of the World) de Kevin Billington ;
  - Le Corsaire noir (Il Corsaro nero) de Lorenzo Gicca Palli (IMDb) ;
- 1972 : L'Île au trésor (Treasure Island) de John Hough ;
- 1973 : Le Pirate (Da hai dao) de Chang Cheh, Li Pao Hsueh et Wu Ma (IMDb) ;
- 1975 : Pirates et Guerriers (The Valiant Ones) de King Hu ;
- 1976 : 
  - Le Pirate des Caraïbes (Swashbuckler) de James Goldstone (IMDb) ;
  - Le Corsaire noir (Il Corsaro nero) de Sergio Sollima ;
- 1978 : Ojo rojo d'Alberto Vázquez-Figueroa ;

## Années 1980
- 1980 : L'Île sanglante (The Island) de Michael Ritchie (IMDb) ;
- 1982 : The Pirate Movie (The Pirate Movie) de Ken Annakin ;
- 1983 : 
  - The Pirates of Penzance (The Pirates of Penzance) de Wilford Leach ;
  - Les Pirates de l'île sauvage (Nate and Hayes) de Ferdinand Fairfax ;
  - Barbe d'or et les Pirates (Yellowbeard) de Mel Damski ;
  - Le Marin des mers de Chine ('A' gai waak) de Jackie Chan ;
- 1984 : 
  - Les Guerriers des étoiles (The Ice Pirates) de Stewart Raffill ;
  - Le Bounty (The Bounty) de Roger Donaldson ;
- 1985 : 
  - L'Île au trésor (Treasure Island) de Raoul Ruiz ;
  - Les Goonies (The Goonies) de Richard Donner ;
- 1986 : Pirates de Roman Polanski ;
- 1987 : Princess Bride de Rob Reiner ;
- 1989 : L'Île des pirates disparus (George's Island) de Paul Donovan (IMDb) ;

## Années 1990
- 1990 : Les Naufragés de l'île aux pirates (Shipwrecked) de Nils Gaup ;
- 1991 : Hook ou la Revanche du capitaine Crochet (Hook) de Steven Spielberg ;
- 1992 : Capitaine Ron (Captain Ron) de Thom Eberhardt (IMDb) ;
- 1993 : Matusalem de Roger Cantin ;
- 1994 : Il était une fois en Chine 5 : Dr Wong et les pirates (Once Upon A Time in China V) de Tsui Hark ;
- 1995 : 
  - L'Île magique (Magic Island) de Sam Irvin (IMDb) ;
  - L'Île aux pirates (Cutthroat Island) de Renny Harlin ;
- 1996 : L'Île au trésor des Muppets (Muppet Treasure Island) de Brian Henson ;
- 1997 : 
  - Matusalem 2 : Le Dernier des Beauchesne de Roger Cantin ;
  - Un cri dans l'océan (Deep Rising) de Stephen Sommers ;
  - Les Naufragés du Pacifique (The New Swiss Family Robinson) de Stewart Raffill (IMDb) ;
- 1998 : Mystic Nights and Pirate Fights de Doug Lively (IMDb) ;
- 1999 : Pirates of the Plain de John R. Cherry III (IMDb) ;

## Années 2000
- 2000 : The Lost Treasure of Sawtooth Island de Richard Brauer (IMDb) ;
- 2001 : 
  - The Sea Wolf de Mark Roper (IMDb) ;
  - La Nounou et les Pirates (Chucha-2) de Garri Bardine ;
- 2002 : 
  - La Planète au trésor, un nouvel univers (Treasure Planet) de Ron Clements et John Musker ;
  - Peter Pan 2 : Retour au Pays imaginaire (Return to Never Land) de Robin Budd ;
- 2003 : 
  - Pirates des Caraïbes : La Malédiction du Black Pearl (Pirates of the Caribbean: The Curse of the Black Pearl) de Gore Verbinski ;
  - Mission pirates de Jonathan M. Shiff et Greg Millin.
  - Peter Pan de P. J. Hogan ;
  - Sinbad : La Légende des sept mers (Sinbad: Legend of the Seven Seas) de Tim Johnson et Patrick Gilmore ;
  - Master and Commander : De l'autre côté du monde (Master and Commander: The Far Side of the World) de Peter Weir ;
  - L'Île de Black Mór de Jean-François Laguionie ;
- 2004 : Neverland (Finding Neverland) de Marc Forster ;
- 2005 : 
  - Pirates de Joone ;
  - CrossBones de Daniel Zirilli (IMDb - direct-to-video) ;
  - Jolly Roger: Massacre at Cutter's Cove de Gary Jones (IMDb) ;
  - Les Pirates du Pacifique (Piratas en el Callao) d'Eduardo Schuldt ;
- 2006 : Pirates des Caraïbes : Le Secret du coffre maudit (Pirates of the Caribbean: Dead's Man Chest) de Gore Verbinski ;
- La Belle et le Pirate (titre original : Störtebeker) est un téléfilm allemand en deux parties réalisé par Miguel Alexandre, diffusé le 27 décembre 2006 en France.
- 2007 : 
  - L'Île aux trésors d'Alain Berberian ;
  - Pirates des Caraïbes : Jusqu'au bout du monde (Pirates of the Caribbean : At World's End) de Gore Verbinski ;
  - L'Ordre des Pirates (Die Schatzinsel) téléfilm de Hansjörg Thurn ;
  - Pirates of Ghost Island de Mitch Toles (IMDb - Vidéofilm) ;
- 2008 : 
  - Pirates 2 : La Vengeance de Stagnetti (Pirates II: Stagnetti's Revenge) de Joone (film pornographique, direct-to-video) ;
  - The Pirates Who Don't Do Anything: A VeggieTales Movie de Mike Nawrocki (IMDb) ;
  - L'Île de Nim (Nim's Island) de Jennifer Flackett et Mark Levin ;
  - Pirates de Langkasuka de Nonzee Nimibutr
- 2009 : Linko de David Valero et Xosé Zapata (IMDb) ;

## Années 2010
- 2011 : 
  - Les Aventures de Tintin : Le Secret de La Licorne (The Adventures of Tintin: Secret of the Unicorn) de Steven Spielberg (IMDb) ;
  - Pirates des Caraïbes : La Fontaine de jouvence (Pirates of the Caribbean: On Stranger Tides) de Rob Marshall ;
- 2012 : Les Pirates ! Bons à rien, mauvais en tout (The Pirates! Band of Misfits) de Peter Lord ;
- 2012 : Red Gallion : La légende du Corsaire Rouge de Sven Taddicken[1] ;
- 2012 : L'Âge de glace 4 : La Dérive des continents de Steve Martino et Mike Thurmeier
- 2013 : Albator, corsaire de l'espace (宇宙海賊キャプテンハーロック, Uchū Kaizoku Kyaputen Hārokku) de Shinji Aramaki
- 2014 : Black Sails (série)
- 2015 : Pan de Joe Wright
- 2016 : One Piece: Gold de Hiroaki Miyamoto
- 2017 : Pirates des Caraïbes : La Vengeance de Salazar (Pirates of the Caribbean: Dead Men Tell No Tales) de Joachim Rønning et Espen Sandberg.

## Années 2020
- 2021 : Dans le sillage des pirates (série)
- 2022 : The Pirates : À nous le trésor royal ! (해적: 도깨비 깃발; Hanja: 海賊: 도깨비 旗발; Haejeok: Dokkaebi Gitbal) de Kim Jeong-hoon
- 2022 : Our Flag Means Death (série)
- 2022 : One Piece Film: Red de Gorō Taniguchi
- 2023 : Peter Pan et Wendy (Peter Pan and Wendy) de David Lowery
- 2023 : One Piece (série)